# Йовович, Йована
Йована Йовович (серб. Jovana Jovović; род. 4 декабря 2001 года) — сербская гандболистка, левый полусредний клуба «Дебрецен» и сборной Сербии. Бронзовый призёр Средиземноморских игр 2022 года.

## Биография

### В клубе
С 2017 года Йована Йованович выступает за различные клубы Венгрии. В 2022 году стала игроком Дебрецена. 
С 2019 года является гражданкой Венгрии. 

### Карьера в сборной
За первую сборную Сербии она дебютировала в 2019 году. Принимала участие в чемпионате мира 2019 года. В 2022 году в составе сборной Сербии стала бронзовым призёром Средиземноморских игр, которые состоялись в Оране, в Алжире. 
В 2023 году была приглашена в сборную для участия в финальной части чемпионата мира 2023 года. 